# Výzkumný ústav

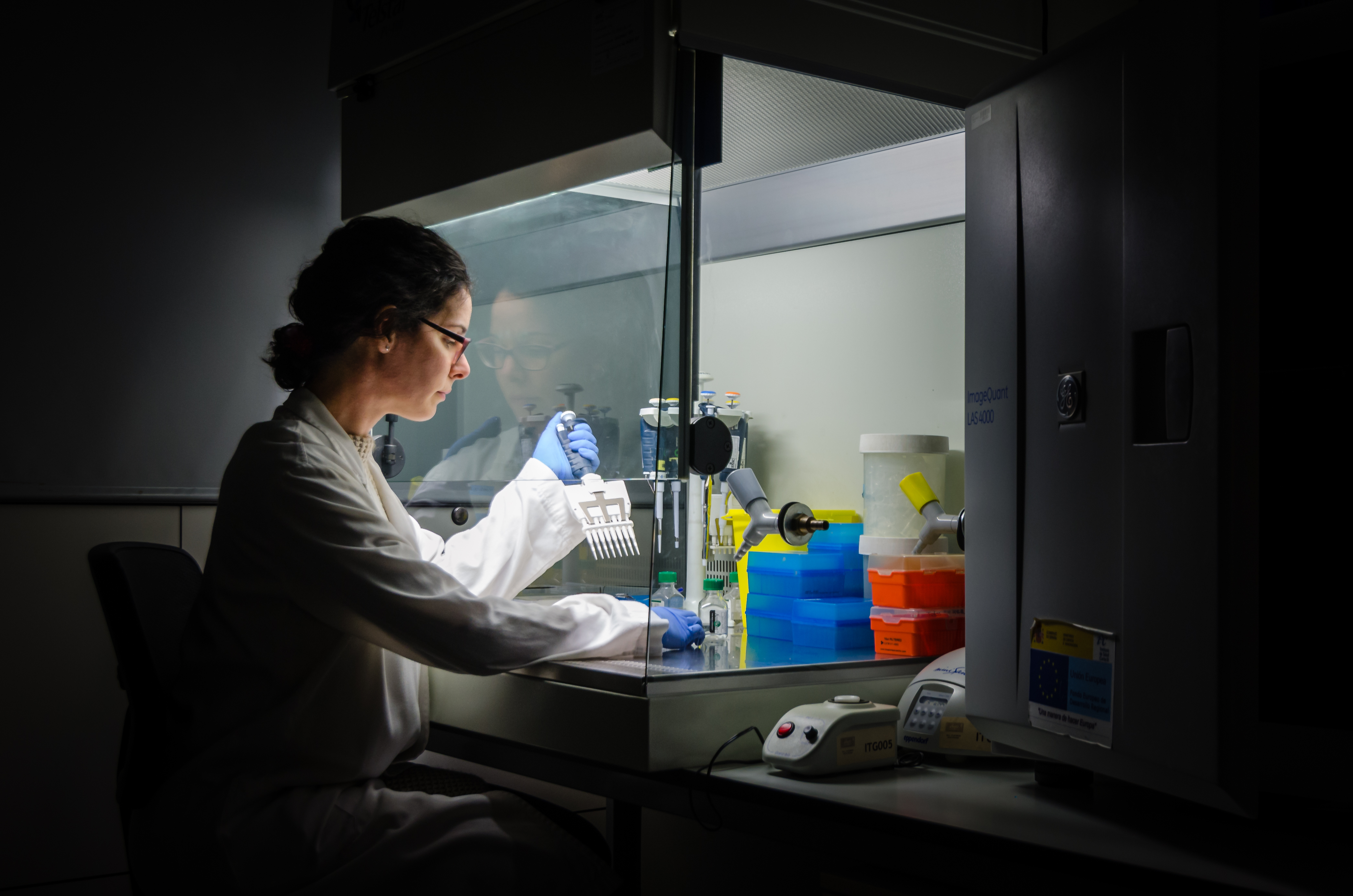
Pracovnice vědecké instituce

Výzkumný ústav je organizace založená za účelem provádění výzkumu. Může se orientovat jak na základní, tak aplikovaný výzkum. Ačkoliv by samotný pojem výzkumný ústav mohl implikovat, že slouží zejména ke zkoumání v rámci přírodních věd, existuje rovněž celá řada výzkumných ústavů věnujících se společenským vědám, a to zejména v oborech jako sociologie a historie. 
Významný rozmach zažily výzkumné ústavy v souvislosti tzv. vědeckou revolucí a ještě později s průmyslovou revolucí a obecně rozmachem vědy během druhé poloviny 19. století. Nicméně první instituce, které je možné označit jako výzkumné ústavy, vznikaly již v 9. století, a to konkrétně v Bagdádu, hlavním městě dnešního Iráku. Například v 15. století byla zhotovena také Ulugbegova observatoř v dnešním Uzbekistánu, v 16. století byla vystavěna také observatoř zvaná Uranienborg na území dnešního Švédska (tehdy Dánska).  
Jen ve Spojených státech amerických se v roce 2006 nacházelo přes 14 tisíc výzkumných ústavů. 
Zvláštní formou výzkumných ústavů jsou vysoké školy, které se nezabývají jen výzkumem samotným, ale také procesem vzdělávání.